# Nematogmus digitatus
Nematogmus digitatus is een spinnensoort in de taxonomische indeling van de hangmatspinnen (Linyphiidae).
Het dier behoort tot het geslacht Nematogmus. De wetenschappelijke naam van de soort werd voor het eerst geldig gepubliceerd in 1994 door Fei & Zhu.